# Büetigen
Büetigen est une commune suisse du canton de Berne, située dans l'arrondissement administratif du Seeland.